# Sociedad de la mente
La Sociedad de la Mente (Society of Mind, en inglés) es tanto el título de un libro de 1986 como el nombre de una teoría de la inteligencia natural escrita y desarrollada por Marvin Minsky.
En su libro del mismo nombre, Minsky construye un modelo de inteligencia humana paso a paso, construido a partir de las interacciones de partes simples llamadas agentes, que en sí mismos no tienen sentido. Describe las interacciones postuladas como constituyentes de una "sociedad mental", de ahí el título.

## El libro
El trabajo, que apareció por primera vez en 1986, fue la primera descripción completa de la teoría de la "sociedad de la mente" de Minsky, que comenzó a desarrollar a principios de la década de 1970. Se compone de 270 ensayos independientes que se dividen en 30 capítulos generales. El libro también se convirtió en una versión en CD-ROM.
En el proceso de explicar la sociedad de la mente, Minsky introduce una amplia gama de ideas y conceptos. Desarrolla teorías sobre cómo funcionan procesos como el lenguaje, la memoria y el aprendizaje, y también cubre conceptos como la conciencia, el sentido del yo y el libre albedrío; debido a esto, muchos ven a The Society of Mind como una obra de filosofía. El libro no fue escrito para probar nada específico sobre la IA o la ciencia cognitiva, y no hace referencia a las estructuras físicas del cerebro. En cambio, es una colección de ideas sobre cómo funcionan la mente y el pensamiento en el nivel conceptual.

## La teoría
Minsky comenzó a desarrollar la teoría con Seymour Papert a principios de la década de 1970. Minsky dijo que la mayor fuente de ideas sobre la teoría provino de su trabajo al tratar de crear una máquina que usa un brazo robótico, una cámara de video y una computadora para construir con bloques de niños.

## Naturaleza de la mente
Un principio básico de la filosofía de Minsky es que "la mente es lo que hace el cerebro". La teoría de la sociedad de la mente considera la mente humana y cualquier otro sistema cognitivo evolucionado naturalmente como una vasta sociedad de procesos individuales simples conocidos como agentes. Estos procesos son las entidades de pensamiento fundamentales a partir de las cuales se construyen las mentes y, en conjunto, producen las muchas habilidades que atribuimos a las mentes. El gran poder de ver una mente como una sociedad de agentes, en oposición a la consecuencia de algún principio básico o algún sistema formal simple, es que diferentes agentes pueden basarse en diferentes tipos de procesos con diferentes propósitos, formas de representar el conocimiento y métodos para producir resultados.
Esta idea quizás se resuma mejor en la siguiente cita:

What magical trick makes us intelligent? The trick is that there is no trick. The power of intelligence stems from our vast diversity, not from any single, perfect principle. —Marvin Minsky, The Society of Mind, p. 308